# Grötzinger Malerkolonie
Die Grötzinger Malerkolonie war eine Lebens- und Arbeitsgemeinschaft von Künstlern, die in unterschiedlicher Ausformung seit 1890 im heutigen Karlsruher Stadtteil Grötzingen bestand.
1889 baute Friedrich Kallmorgen zusammen mit seiner Frau Margarethe Hormuth-Kallmorgen ein Haus im ländlich und idyllisch gelegenen Dorf Grötzingen, um dort in den Sommermonaten zu malen. Bald folgten weitere Künstler, vor allem nachdem Otto Fikentscher 1891 das ehemals markgräfliche Schloss Augustenburg am Ort gekauft hatte, und es entstand eine Künstlerkolonie nach dem Vorbild von Barbizon in der Nähe von Paris. Etwa gleichzeitig entstand im norddeutschen Worpswede eine Gemeinschaft von Künstlern unter dem Namen Künstlerkolonie Worpswede und bei München die Künstlerkolonie Dachau, während die Ursprünge der Willingshäuser Malerkolonie bis in die 1820er zurückreichen.
Zur ersten Künstlergeneration in Grötzingen (etwa 1890–1900) gehörten die Maler Karl Biese, Jenny Fikentscher, Otto Fikentscher, Franz Hein, Margarethe Hormuth-Kallmorgen, Friedrich Kallmorgen und Gustav Kampmann. Ohne dort zu wohnen, hielt der zeitweise in Karlsruhe lebende Hans von Volkmann enge Verbindungen zu den Grötzingern, vor allem zu Kampmann, mit dem ihn eine enge Freundschaft verband. Die Gründergeneration der Grötzinger Malerkolonie leistete einen wichtigen, regionalen Beitrag zur deutschen Landschafts- und Naturmalerei der Jahrhundertwende und durch die Mitwirkung seiner Mitglieder in der Kunstdruckerei Künstlerbund Karlsruhe im Rahmen der damaligen Kunsterziehungsbewegung zur Durchsetzung des Künstlersteindrucks bei einem breiten Publikum und als Medium der ästhetischen Bildung in den Schulen.
Nach 1900 gab es keine eigentliche „Kolonie“ mehr. Die Familie Fikentscher lebte allerdings weiter in einem direkt neben dem Schloss gebauten Haus mit Atelier, und das Ehepaar Kallmorgen nutzte weiterhin ihr Sommerhaus. Im Schloss selbst wohnten vorübergehend weitere Künstler, so etwa 1905 bis 1909 Herrmann Osthoff und 1912 bis zum Kriegsausbruch Oskar Hagemann und Gertrud Stamm-Hagemann.
Die Obersteinbacher Malerkolonie ist in gewisser Weise eine Nachfolgerin.